# لوتچر (لوئیزیانا)
لوتچر (به انگلیسی: Lutcher) شهری در ایالت لوئیزیانا کشور ایالات متحده آمریکا است که جمعیت آن در سرشماری سال ۲۰۱۰ میلادی، ۳٬۵۵۹ نفر بوده‌است.